# 牛タン戦術
牛タン戦術（ぎゅうタンせんじゅつ）とは議事妨害の一種で、議場での演説で延々と弁舌を振るう行為を指す。日本でフィリバスターと呼ぶ場合、おおむねこの牛タン戦術を意味することが多い。

## 概要
牛タン戦術は時間稼ぎの一種であるが、長時間の演説によって最後の説得を試みるという積極的な意味もある（ただし、政党の党議拘束が強い日本のようなケースでは、説得としての効果は非常に薄い）。アメリカ合衆国上院やイギリス下院では、ほぼ演説の時間制限が無く、討論打ち切りの条件も厳しいため、牛タン戦術への抵抗は比較的少ない。
しかし、日本の国会では通常、演説や答弁の時間は割り振りで決められており、時間超過すれば議長は制止・強制排除等の命令を下せるため、米英ほどの長時間にはならない。それを以って強行採決に持ち込んだとみなして、内閣不信任や大臣の不信任決議案や問責決議案・議長の不信任決議案を提出して採決の遅延を図る戦法でもある（内閣不信任決議案を提出できるのは衆議院のみなので、参議院では各大臣の問責決議案を提出することになる）。

## 主な事例
最初の例は、1891年（明治24年）の帝国議会第1回議会で早くも見られた。第1次山縣内閣の政府予算案は衆議院で民党の激しい反対を受け紛糾し、政府による小幅修正案が3月2日に衆議院を通過した時には、審議に3ヶ月を費やしていた。貴族院に送付された3月3日には、会期末の3月7日まであと4日を残すのみとなっていた。貴族院の大勢は政府予算案成立に協力したが、清岡公張らは審議時間の短さを貴族院の蹂躙とみて反発し、意図的に長時間の質問を行って時間切れを狙った。杉渓言長によると、清岡の発言は4時間に及んだという。しかし3月6日に予算は政府修正案通りに成立した。
続いて大がかりな牛タン戦術は、1929年（昭和4年）、帝国議会衆議院で立憲民政党と無産政党などの議員が、小選挙区制導入を狙った衆議院議員選挙法改正案（トコマンダー）に対して行った。特に民政党の武富濟は3月12日の衆議院本会議で、5時間30分にわたり演説を続け、清瀬一郎副議長により発言を打ち切られた。これは憲政史上最長記録である。他にも無所属の尾崎行雄、立憲民政党の斎藤隆夫、社会民衆党の亀井貫一郎もそれぞれ3時間演説した。
小選挙区法案はしばしば牛タン戦術の対象となった。たとえば、1947年（昭和22年）には、社会党の鈴木義男が3月25日の修正案趣旨説明で1時間40分、3月26日の反対討論で2時間行ったと言われる。
第145回国会の1999年（平成11年）8月11日の組織犯罪対策三法案審議では、法務委員会で強行可決した直後であったことから、野党側は時間無制限の討論を認めさせた。民主党の円より子が2時間8分行ったのを始め、野党議員は軒並み1時間前後の演説を行った。しかし、会期末まであと2日に迫っていたため、与党は衛視を動員して強制的に討論を打ち切らせると、社民党の三重野栄子議院運営委員に審議促進と早期採決を要求。そこで三重野は福島瑞穂の討論を打ち切らせ、そののち、与党側は討論時間を10分間に制限する動議を提出し、可決させた。
第159回国会の2004年（平成16年）6月4日の年金改正法案審議では、民主党の森裕子が3時間1分行った。マスコミには「戦後国会で最長」と報じられた。
第166回国会の2007年（平成19年）3月2日から3日にかけて、平成19年度予算案の審議に先立って行われた、予算委員長解任決議案について、趣旨弁明にたった民主党の枝野幸男が午後10時30分から始まった本会議で約1時間20分にわたって演説を続けた。その結果、河野議長が午後11時50分に翌日午前0時10分から本会議を開くと宣言して延会の手続をとった。再開された本会議では、趣旨弁明の時間を15分に制限する動議が可決され、15分で趣旨弁明を打ち切らざるを得なかったが、その結果衆議院の予算の通過が1日遅れることになり、予算が自然成立する日を4月1日にずれこませることには成功した（実際には、3月26日に成立している）。
同国会の同年5月31日の衆議院本会議における社会保険庁改革関連法案と年金時効撤廃特例法案の採決に先立ち提出された柳澤伯夫厚生労働大臣不信任決議案では、民主党の長妻昭が趣旨弁明に1時間47分をかけ採決の引き延ばしを図るなどした。このため、河野洋平衆議院議長が本会議を翌6月1日に延長する手続きをとり、両法案の採決は深夜に行われることとなった。
第196回国会の2018年（平成30年）5月25日に、働き方改革関連法案の成立を阻止するため野党5党1会派が提出した加藤勝信厚生労働大臣不信任決議案について、立憲民主党の西村智奈美が、これまで最長だった同党の長妻昭の1時間47分を超える2時間6分の趣旨弁明を行った。同国会の同年7月20日に、IR整備法案の成立を阻止するため野党5党1派が提出した安倍内閣不信任決議案について、同党の枝野幸男が2時間40分の趣旨弁明を行った。
第213回国会の2024年（令和6年）3月1日に、令和6年度予算案の衆議院での成立を遅らせるため立憲民主党が提出した小野寺五典予算委員長（自民党）の解任決議案について、同党の山井和則が同党の枝野を超える2時間54分の趣旨説明を行った。山井は政治資金パーティー収入の裏金問題に関連し、自民党派閥からの還流金を政治資金収支報告書に記載しなかった衆議院議員51人の氏名を読み上げ、個別に論評を加えるなど長時間にわたり演説を行ったが、自民・公明の与党と日本維新の会などの反対多数で否決された。

## 政府側の牛タン戦術
変わったところでは政府側が答弁でノロノロと喋り、別の意味で牛タン戦術と呼ばれることもある。衆議院の質疑では質問時間は質問と答弁、いずれでも消費する（これを「往復方式」と呼ぶ）。当然ながら、質問時間はほとんどの場合制限があるため、答弁を引き延ばせば、質問者は次の質問を行えずに時間切れになってしまう。ここに政府の側が牛タン戦術を使う理由が生まれる。
参議院では質問者の質問時しか時間を消費しないため（これを「片道方式」と呼ぶ）、答弁での牛タンは通用しない。2006年、参議院でも試験的に往復方式を試みたが、とたんに政府側の答弁が長くなったという。もっとも、往復方式では片道方式より設定される時間は長くなるため（片道では答弁時間が入っていないから当然といえる）、時間ぎりぎりまで質問者が一方的にしゃべり続けることもできてしまうという指摘もある。また、往復方式でも揚げ足を取られないよう、そうそう答弁の引き延ばしはしないという反論もある。